# Gastronomia d'Àsia
La cuina asiàtica correspon a un conjunt de gastronomies associades als països i ètnies d'Àsia. Gairebé sempre s'empra el terme generalitzant tant les gastronomies de l'est d'Àsia com les del sud-est Asiàtic. Té com a principal via d'influència (i de comunicació entre les diferents gastronomies de l'extens continent) tant l'oceà Índic com l'oceà Pacífic. En alguns països la denominació "cuina d'Àsia" com ara al Regne Unit indica sols les cuines procedents del sud d'Àsia, sobretot l'índia.

## Ingredients
Una de les característiques comunes a les cuines asiàtiques és l'ús abundant i variat del peix, procedent dels amplis oceans Índic i Pacífic. El cultiu de l'arròs marca l'abundància de plats basats en aquest aliment per als tres àpats. Aquest fet és la causa del baix contingut de gluten respecte la gastronomia occidental. En el terreny de les religions cal destacar que l'existència de l'islam fa que no es mengi carn de porc en alguns països. Un dels plats que més identifica les gastronomies d'aquesta regió és la sopa de fideus que s'elabora de molt diverses formes (farina d'arròs, de soja, de fajol o blat) i gairebé sempre amb verdures locals. En algunes agrupacions culturals i culinàries d'aquesta part del món se sol emprar una forma de cuinar amb salses lleugerament especiades denominades curri pels occidentals. Aquestes salses solen ser de carns o de llegums i solen formar part d'altres plats, generalment l'arròs.
Els llegums són la segona font d'hidrats de carboni i proteïnes als països asiàtics. A l'Índia i el Pakistan les llentilles i els cigrons són els llegums més utilitzats mentre que a l'altre costat de l'Himàlaia ho és la soja. La soja blanca s'utilitza per a fer productes alimentaris derivats com el tofu, la soja verda es consumeix en forma de germinats i la soja roja per a guisats i rebosteria. A la gastronomia tradicional índia i del Pakistan s'utilitza la farina de cigrons, amb la qual s'arrebossen verdures per fer el plat típic pakora.
Els fruits secs i les llavors s'utilitzen a quasi totes les salses de la gastronomia oriental. Destaquen el celiandre (present a la cuina índia, xinesa i de l'Àsia sud-oriental) i el cardamom (present a la cuina índia, vietnamita, de Sri Lanka, Indonèsia i Malàisia). Els fruits secs i les llavors serveixen per ajudar a la digestió de plats elaborats i copiosos, evitant que es formen gasos intestinals. A l'Àsia Sud-oriental hi és originari el fenigrec, on és menjat.
A les zones temperades i tropicals hi ha més varietat de fruites i verdures. Hi ha verdures que coincideixen amb la gastronomia mediterrània, com són la coliflor, la carabassa i la pastanaga. A l'Àsia es troben i es mengen varietats de col, albergínia i nap diferents a les occidentals com la col xinesa, l'albergínia japonesa i el daikon (nap). A la gastronomia xinesa i japonesa s'hi empren algues, introduïdes a Occident per la macrobiòtica. L'alga wakame trobada arreu del món és cuina al Japó, la Xina, a Corea del Nord i a Corea del Sud. A l'Índia el mango és una fruita que es menja crua i per a fer salses. La llet de coco es beu i utilitza a l'Índia, Tailàndia i Indonèsia.
Dins de les cuines orientals, l'Índia és el país que més espècies ofereix. Predominen a l'Àsia sud-oriental les espècies més picants mentre que al Japó predominen les salades. Hi ha escoles de medicina orientals que recomanen l'ús d'aquestes espècies per a remeis. Són els casos de la dietoteràpia xinesa i l'ayurveda.
L'ou, principalment de gallina o d'ànec també suposa una base en la gastronomia asiàtica en general. Són fonamentals en múltiples plats i en diferents països. Poden ser cuinats de diferents maneres, són barats i aporten sabor i textura als plats. Alguns exemples poden ser l'arròs congee amb ou centenari (Xina), l'omurice (japó) o el bibimbap (corea).

## Salses
A la gastronomia asiàtica s'hi utilitza una característica gran varietat de salses.

## Tècniques culinàries
Les verdures confitades són popular a l'Índia i països limítrofs.